# Abies amabilis
L'abete amabile (Abies amabilis Douglas ex Loudon) J. Forbes, 1839 è una specie di abete originaria della regione costiera pacifica dell'America settentrionale, dal sud dell'Alaska alla California.

## Etimologia
Il nome generico Abies, utilizzato già dai latini, potrebbe, secondo un'interpretazione etimologica, derivare dalla parola greca ἄβιος = longevo. Il nome specifico amabilis in latino significa amabile, grazioso.

## Descrizione

### Portamento
Albero alto fino a 45 (75) m, con tronco di 1,2 (2,6) m di diametro, a portamento slanciato, conico, in età avanzata tendente a divenire cilindrico, con la cima piatta. I rami principali, corti e rigidi, divergono dal tronco ad angolo retto; i rami secondari sono marroni, disposti in maniera opposta l'uno all'altro.

### Foglie
Le foglie sono aghiformi, di colore verde scuro lucido superiormente, bianco argentate inferiormente, lunghe fino a 2,5 cm, rivolte verso l'alto, e disposte in maniera affollata tanto da ricoprire i ramoscelli.Le gemme, di aspetto violaceo, sono di forma rotondeggiante, lunghe meno di 1 cm; le perule che le rivestono sono corte, pubescenti, triangolari, con apice acuto.

### Fiori
Sono strobili maschili inizialmente rossi, poi giallo-rossastri.

### Frutti
Gli strobili femminili, grigio-violacei poi marroni, sono cilindrici-ovoidali, resinosi e lunghi fino a 10 cm, larghi fino a 5 cm, con scaglie di 2 cm, pubescenti. I semi, di colore marrone, sono lunghi circa 12 mm, con ali rosate o marroni di 1 cm. A germinazione, i cotiledoni sono 4-7.

### Corteccia
La corteccia, di colore grigio chiaro, liscia e con bolle resinose da giovane, con l'età si spacca in scaglie rossastre.

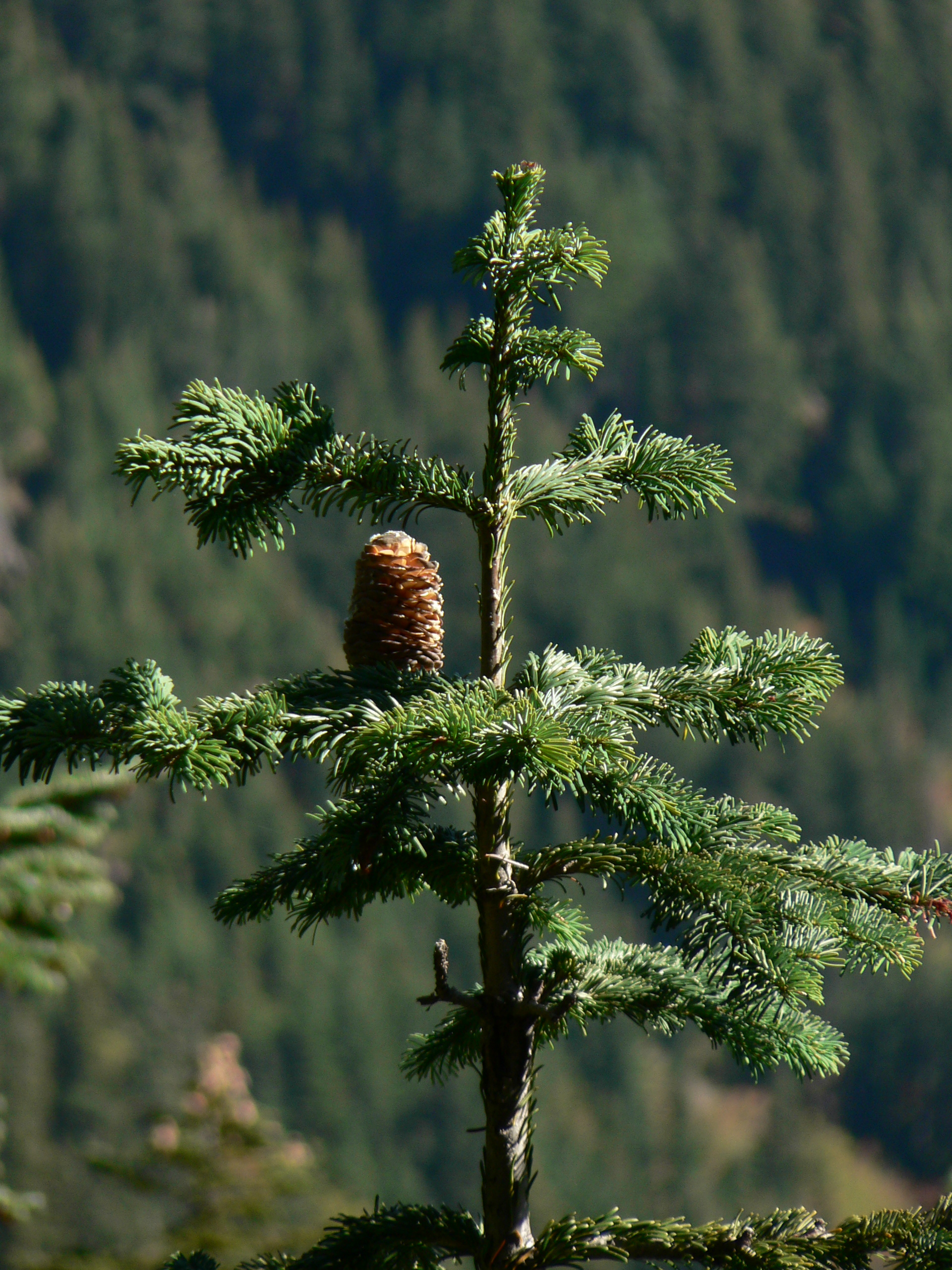
Sommità con strobilo
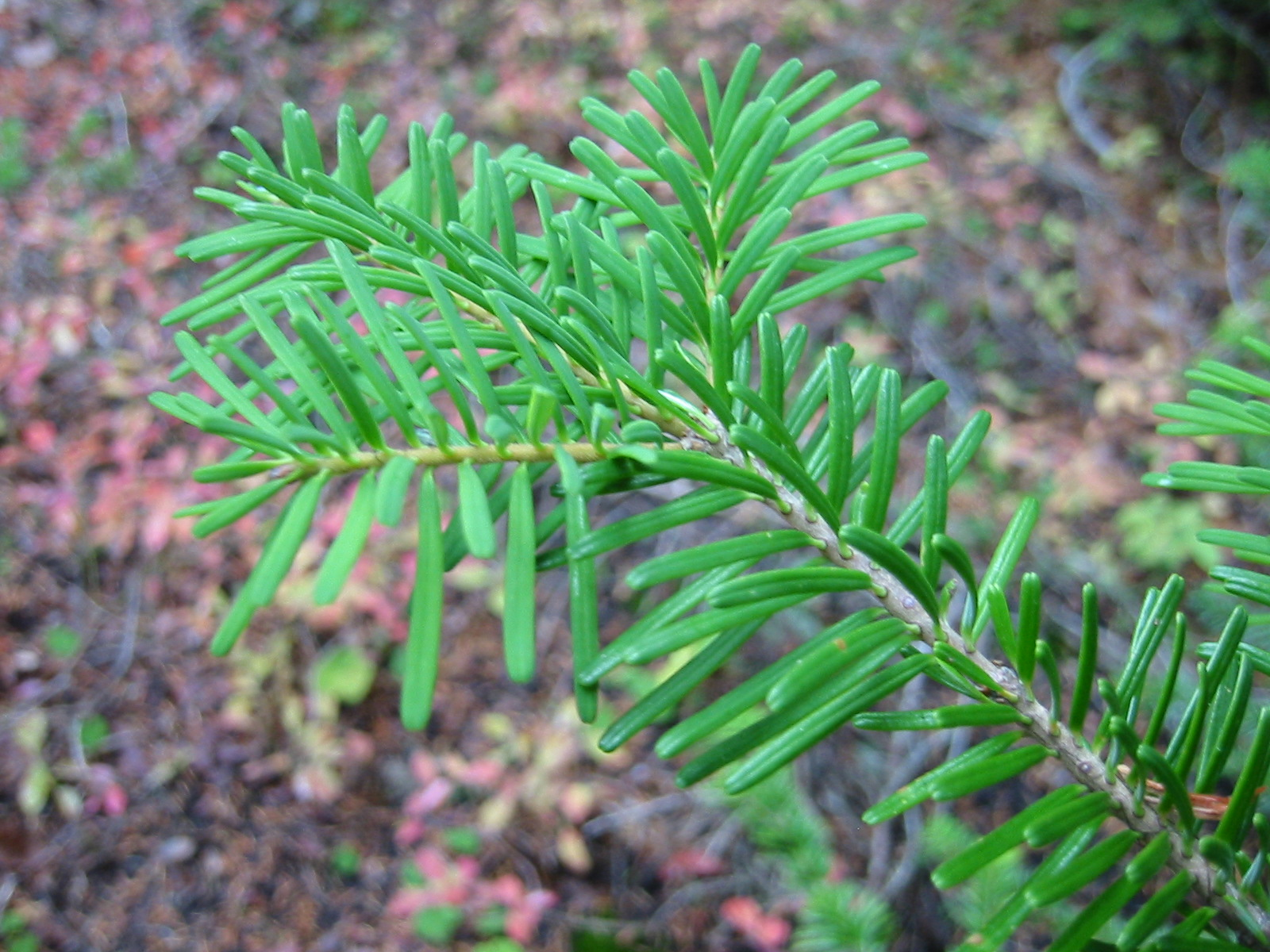
Aghi
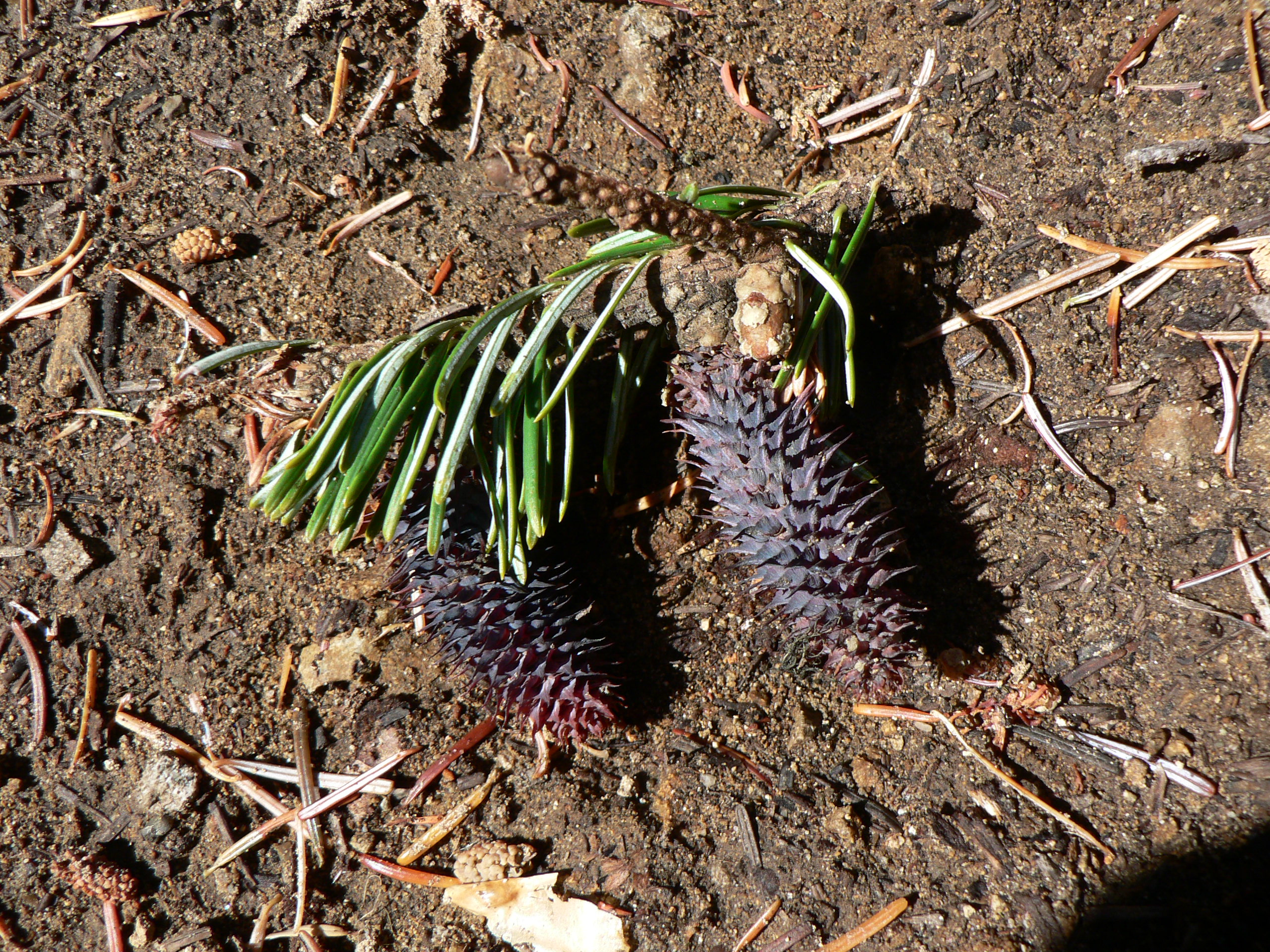
Strobili
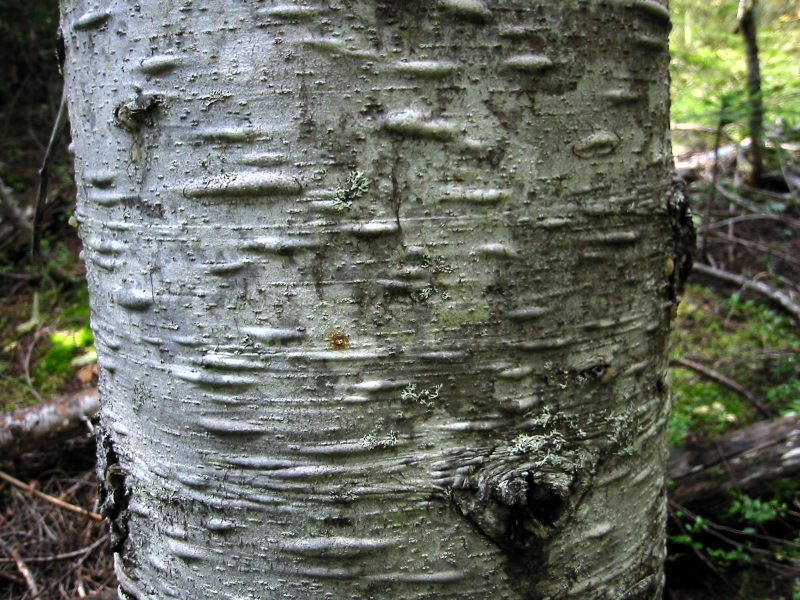
Corteccia
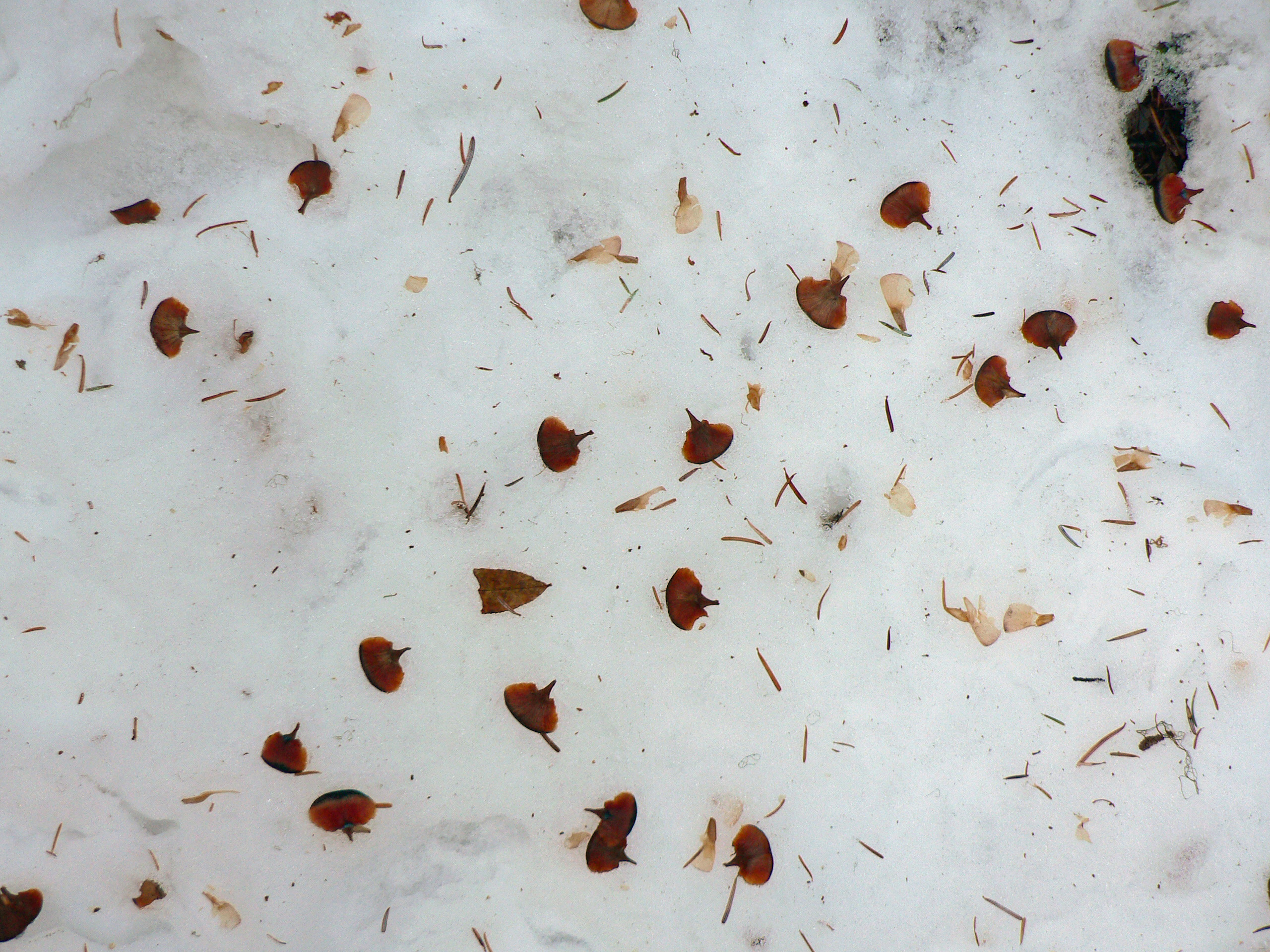
semi
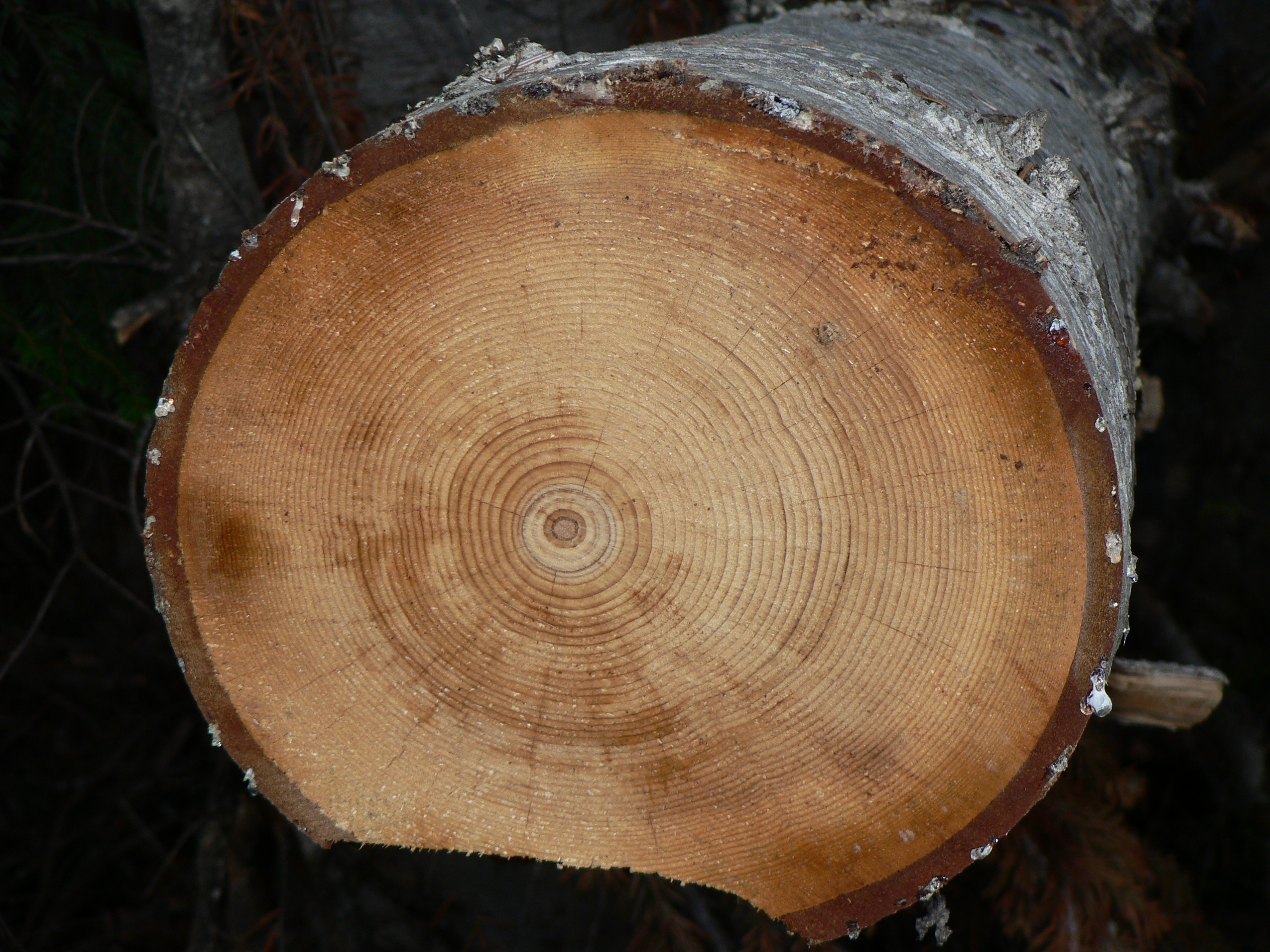
Sezione del tronco

## Distribuzione e habitat
Questa specie è distribuita in un vasto areale, dall'Alaska sud-orientale, attraverso la Columbia Britannica occidentale nel Canada, infine nella parte occidentale di Washington e Oregon e nella parte nord-occidentale della California. Si rinviene dal livello del mare ai 1.000 m di quota nella parte più settentrionale del suo vasto areale, al di sopra dei 1.000 m di quota dall'Oregon verso sud; predilige i suoli ben drenati delle foreste umide e fresche costiere, a clima marittimo con inverno lungo e nevoso. Le formazioni boschive sono sia esclusive che miste, in combinazione con Abies lasiocarpa, Abies magnifica, Abies procera, Abies grandis, Picea sitchensis, Pseudotsuga menziesii, Tsuga heterophylla, Tsuga mertensiana e Cupressus nootkatensis. Tra gli arbusti del sottobosco, tipica è l'associazione con Vaccinium alaskaense.

## Usi
Il suo legno, chiaro e facilmente lavorabile, è utilizzato nella fabbricazione di compensati, impiallacciature, sottofondi e rivestimenti, e nell'industria della cellulosa. Il suo uso come pianta ornamentale non è comune, a causa delle sue elevate esigenze climatiche.

## Conservazione
L'abete amabile oltre ad avere un areale molto vasto, coincidente con molte aree protette, possiede buone capacità di riproduzione. L'insostenibile sfruttamento del suo legno registrato in passato, è attualmente regolamentato su livelli sostenibili; parassiti e incendi costituiscono dei rischi solamente a livello locale. È classificata pertanto come specie a rischio minimo di estinzione nella Lista rossa IUCN.